# Cameron Lindsay
Pour les articles homonymes, voir Lindsay.
Cameron Lindsay est un footballeur international néo-zélandais, né le 21 décembre 1992 à Auckland. Il évolue au poste de milieu défensif à Auckland City FC en ASB Premiership.

## Biographie

### Carrière en club
Cameron Lindsay participe à la Coupe du monde des clubs de la FIFA 2014 avec le club de l'Auckland City, jouant un match contre le club mexicain du Cruz Azul.

### Carrière internationale
Cameron Lindsay est sélectionné en sélection néo-zélandaise des moins de 17 ans pour la Coupe du monde des moins de 17 ans de 2009 qui se déroule au Nigeria, où il joue tous les matchs en tant que titulaire. Puis, il est sélectionné pour la Coupe du monde des moins de 20 ans de 2011 qui se déroule en Colombie, où il joue deux matchs.
Il honore sa première sélection en équipe nationale le 26 mars 2013 lors d'un match des éliminatoires de la Coupe du monde 2014 contre les îles Salomon (victoire 2-0).
Il compte une sélection  en équipe de Nouvelle-Zélande depuis 2013.